# Riprendimi
Pour plus de détails, voir Fiche technique et Distribution.
Riprendimi est un faux documentaire italien réalisé et co-écrit par Anna Negri et sorti en 2008.
Ce film à petit budget tourné à Rome est produit par le couple Francesca Neri et Claudio Amendola.

## Synopsis
Le film raconte l'histoire d'un jeune couple, Giovanni et Lucia, respectivement acteur et monteuse. Giorgio et Eros sont deux chef opérateur qui ont l'intention de réaliser un documentaire sur la précarité et les difficultés sociales de l'époque moderne, mais qui se retrouvent à filmer la vie houleuse d'un couple en crise qui, jour après jour, au fil des mois, semble inexorablement destiné à se séparer. Ce matériau documentaire inattendu conduira les deux chef opérateur à poursuivre le projet et à ne pas l'abandonner, même s'il est loin de leurs intentions initiales. Giovanni et Lucia traversent une période de profond stress émotionnel causé par la monotonie conjugale à laquelle ils sont arrivés après des années de cohabitation et un enfant. Giovanni tombe amoureux de Michela et en fait sa maîtresse, sans toutefois trouver le courage de dire à Lucia qu'il a l'intention de la quitter. Les disputes avec sa compagne d'une part et les pressions de Michela d'autre part poussent Giovanni à avouer ses infidélités à sa femme et à quitter la maison. Lucia est furieuse et hors d'elle, mais toujours soutenue par ses amis, chacun avec ses propres problèmes, de la grossesse à l'infidélité.
Au fur et à mesure du tournage, Eros découvre qu'il est amoureux de Lucia et lui avoue qu'il ne voulait pas abandonner le projet pour être près d'elle. Le documentaire dévoile progressivement la sécurité fallacieuse d'une vie de rêves inaccessibles suggérés par les médias, d'une recherche effrénée mais vaine du bonheur et de l'épanouissement empêchée par l'individualisme et l'instabilité de l'homme moderne. Ces caractéristiques se cristallisent dans les protagonistes de ce film documentaire, si peu sûrs d'eux et si fragiles qu'ils sont incapables de voir au-delà d'eux-mêmes.

## Fiche technique
- Titre original italien : Riprendimi[1]
- Réalisateur : Anna Negri
- Scénario : Anna Negri, Giovanna Mori
- Photographie : Gian Enrico Bianchi
- Montage : Ilaria Fraioli (it)
- Musique : Dominik Scherrer
- Décors : Roberto De Angelis
- Costumes : Antonella Cannarozzi
- Production : Francesca Neri, Claudio Amendola
- Société de production : Bess Movie, Medusa Film, Sky Italia
- Pays de production :  Italie
- Langue originale : italien
- Format : Couleurs
- Durée : 93 minutes
- Genre : faux documentaire, comédie dramatique
- Dates de sortie :
  - États-Unis : 17 janvier 2008 (Festival du film de Sundance 2008)
  - Italie : 11 avril 2008

## Distribution
- Alba Rohrwacher : Lucia
- Stefano Fresi (it) : Giorgio
- Marco Foschi (it) : Giovanni
- Valentina Lodovini : Michela
- Alessandro Averone : Eros
- Marina Rocco (it) : Tiziana
- Cristina Odasso (it) : Mara
- Francesca Cutolo : Tosca
- Massimo De Santis (it) : Peppe
- Hossein Taheri : Mario
- Giulia Weber (it) : Sara

## Production
Riprendimi a été tourné à Rome avec un très petit budget ; la réalisatrice avoue avoir tourné et monté la quasi-totalité du film chez elle, certaines scènes ayant été tournées chez des amis. Negri a utilisé de petites caméras numériques, enregistrant sur une carte mémoire qui était transférée chaque soir sur un ordinateur pour être traitée. Cette méthode a limité le tournage à une période de trois semaines. Ensuite, la réalisatrice s'est enfin concentrée sur les jeunes talents. Elle a ainsi réussi à produire Riprendimi avec un budget très inférieur à la moyenne.
De plus, le choix de tourner avec des DVCAM a certainement donné un aspect documentaire qui, avec le sens de l'immédiateté recherché par Negri et l'utilisation de longs plans, a favorisé le naturel du jeu des acteurs, à tel point que le spectateur a presque l'impression qu'il s'agit d'un vrai documentaire.